# Вернер Нахман
Вернер Нахман (нім. Werner Nachmann; 12 серпня 1925 — 21 січня 1988) — німецький підприємець і політик, який з 1969 по 1988 рік був головою Центральної ради євреїв Німеччини.
Після його смерті в 1988 році стало відомо, що між 1981 і 1987 роками Нахман розтратив загалом понад 29 мільйонів німецьких марок (спочатку згадувалося близько 33 мільйонів) у вигляді процентних доходів із урядового фонду, призначеного для жертв нацистського режиму, та муніципальних фондів, приблизно три чверті з яких знову з'явилися в рахунках його неплатоспроможних компаній. Особисто Нахман вважався скромною людиною, але мав сумнівні бізнес-зв'язки та неконтрольовану бухгалтерію.